# بی. ریوس ایسون
بی. ریوس ایسون (انگلیسی: B. Reeves Eason؛ ‏ ۲ اکتبر ۱۸۸۶ – ۹ ژوئن ۱۹۵۶) کارگردان فیلم، هنرپیشه و فیلم‌نامه‌نویس اهل ایالات متحده آمریکا بود. وی بین سال‌های ۱۹۱۴ تا ۱۹۵۰ میلادی فعالیت می‌کرد.
از فیلم‌ها یا برنامه‌های تلویزیونی که وی در آن نقش داشته‌است، می‌توان به پژواک و قانون وحش اشاره کرد.